# Lakay nou
Lakay nou est une série télévisée québécoise créée par Frédéric Pierre qui met en scène les tribulations d'une famille haïtienne de Montréal. 
Lakay nou signifie « notre maison » en créole haïtien.
La première saison a été diffusée à partir du 18 janvier 2024 sur ICI TOU.TV et du 15 avril 2024 sur ICI Radio-Canada Télé.
La seconde saison est d'abord diffusée en entier le 21 janvier 2025 sur la plateforme TOU.TV, puis sera diffusée à la télévision sur la chaîne ICI Radio-Canada Télé du 7 avril au 9 juin 2025.
Une troisième saison a été annoncée.

## Synopsis
Lakay nou suit l'histoire d'une famille québécoise d'origine haïtienne. Henri et Myrlande sont parents de trois enfants. 
Les parents d'Henri habitent au second étage du duplex et assument une présence continuelle dans la vie de la famille. 
Ancien libraire, Henri réoriente sa carrière et ouvre un restaurant créole, le Lakay nou, dont il est le principal chef, soutenu par sa mère à la cuisine, son fils au service et son père au financement. Quant à Myrlande, elle est avocate. 

## Fiche technique

### Équipe[2]
- Idée originale : Frédéric Pierre
- Scénariste : Frédéric Pierre, Catherine Souffront, Angelo Cadet, Marie-Hélène Lebeau-Taschereau
- Réalisation : Ricardo Trogi
- Script-éditeur : François Avard
- Musique : Frédéric Bégin
- Direction artistique : Angelo Cadet
- Production : Frédéric Pierre
- Société de production : Productions Jumelage

## Distribution

### Personnages principaux[1][2][3]
- Frédéric Pierre : Henri Honoré
- Catherine Souffront : Myrlande Prospère
- Fayolle Jean : Frank « Papi » Honoré
- Mireille Métellus : Rose « Manmi » Honoré
- Yardly Kavanagh : Célestine Prospère
- Marcel Joseph : Parnel Prospère
- Stanley Exantus : Jude Honoré
- Kiara Gaudin : Malia Honoré
- Catherine-Audrey Volcy : Judeline Honoré

### Personnages secondaires
- Richardson Zéphir : père Moïse
- Maxime de Cotret : Guillaume-Félix Tanguay-Boucher
- Sam-Éloi Girard : Seb
- François Chénier : Steve
- Julien Bernatchez: livreur de pizza

## Prix et distinctions

### Lauréat
Prix Gémeaux 2024 - Meilleure distribution artistique - fiction: Isabelle Thez-Axelrad - épisode 7

### Nominations
Prix Gémeaux 2024 - Meilleure comédie ou comédie dramatique
Prix Gémeaux 2024 - Meilleure réalisation - comédie ou comédie dramatique : Ricardo Trogi - épisode 2
Prix Gémeaux 2024 - Meilleur texte : comédie ou comédie dramatique : Angelo Cadet, Marie-Hélène Lebeau-Taschereau, Frédéric Pierre, Catherine Souffront -épisode 8
Prix Gémeaux 2024 - Meilleur premier rôle féminin : comédie ou comédie dramatique : Catherine Souffront - épisode 10
Meilleur rôle de soutien masculin : comédie ou comédie dramatique : Fayolle Jean - épisode 3